# Új Evangelizáció Pápai Tanácsa
Az Új Evangelizáció Pápai Tanácsa (latinul: Pontificium Consilium de Nova Evangelizatione promovenda, olaszul: Pontificium Consilium de Nova Evangelizatione) egy olyan XVI. Benedek pápa által létrehozott szervezet, amely koordinálja, és elősegíti az evangelizációt (az örömhír hirdetését), olyan földrészeken, országokban, ahol a keresztény hittől elforduló hívők száma emelkedett az elmúlt időszakban.

## Előzmény
II. János Pál pápa használta először a kifejezést, az „új evangelizációt” válaszul a világ elvallástalanodására. Pápasága alatt szorgalmazta az evangelizációt. A Redemptoris Missio kezdetű enciklikájában adta meg s magyarázatot. A misszió azonban olyan területet, kultúrkörnyezetet jelent, ahol még nem hirdették, nem vert gyökeret az evangélium.

## Megalakulás
XVI. Benedek pápa hozta életre 2010. szeptember 21-én. Elnöke Salvatore Rino Fisichella érsek. Titkár: Protase Rugambwa, a helyettese Graham Bell.
Az Új Evangelizációba bekapcsolódik a Megszentelt Élet Intézményeinek és az Apostoli Élet Társaságainak Kongregációja, amely a szerzetes illetve szerzetesnőket látja el tanácsokkal.

## Célja

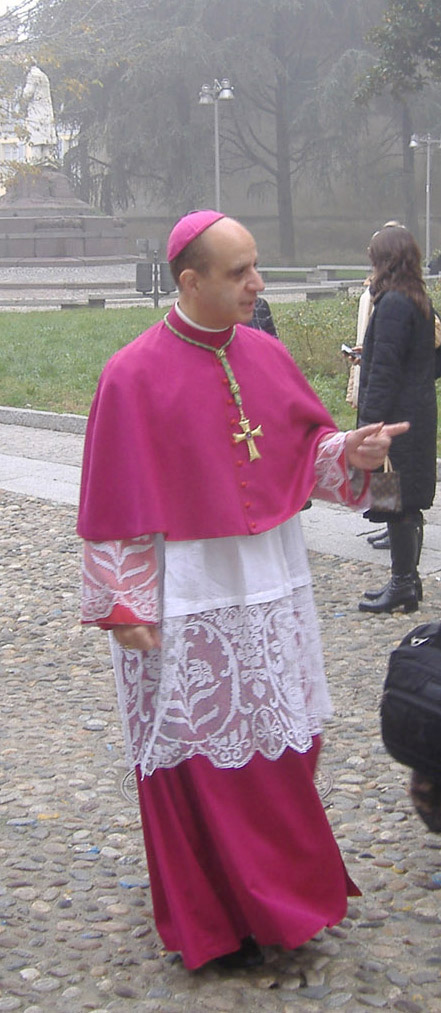
A tanács jelenlegi vezetője az olasz származású Salvatore Fisichella érsek

A szekularizáló világban a hit a magánszférába összpontosult. A társadalom szövete sok országban felbomlott, az önmagukba zárkózás, az individualizmus és a szolidaritás mellőzésének légköre uralkodik. Az evangelizáció azt jelenti, megmutatni az embereknek a boldogsághoz vezető utat. A világ szenved a reménytelenségtől, mert nem látja az isteni irgalmasságot (Andrzej Koprowski gondolatai).
A Rómában októberben összeült tanács kijelentette:
- Le kell számolni azzal az illúzióval, hogy régen minden jó volt, jövőben minden jó lesz.
- Nyomatékosan leszögezték, az egyház legalapvetőbb feladata az evangelizáció; de új stílust és nyelvezetet kell találni.
- Olyan evangelizátorokat kell találni, akik nyitottak mások felé, de elkötelezett keresztények, s akik az egyház elkötelezett tagjai.

A pápa zárszava zárta az ülést, melyet Izajás próféta példázatával világít meg: „Itt vagyok Uram, engem küldj!”

## Eseményei
- 2011. március 2-án bemutatták a Vatikánban az "Új evangelizáció a keresztény hit átadására" című püspöki szinódus közgyűlés Lineamentáját (vázlatát), melyet 2012 októberében terveztek elkezdeni.
- 2011 novemberében Rómában a pápa fogadta a fiatal evangelizálók csoportját.